# Boeing / Sikorsky RAH-66 Comanche
Боинг / Сикорский RAH-66 Команч (англ. Boeing / Sikorsky RAH-66 Comanche) — американский проект многоцелевого разведывательно-ударного вертолёта.

## История разработки
В 1991 году объединённая команда фирм Boeing и Sikorsky, представившая проект разведывательно-боевого вертолёта RAH-66, была признана победителем конкурса LHX (Light Helicopter Experimental). Вертолёты LHX предназначались для замены боевых вертолётов Bell AH-1, многоцелевых вертолётов Bell UH-1 и разведывательных вертолётов Bell OH-58 и Hughes OH-6. Предполагалось построить в 1990—1994 годах 4000-6000 вертолётов в разведывательном (LHX-SCAT) и многоцелевом (LHX-UTIL) вариантах.
Общая стоимость разработки вертолётов оценивалась в 2,8 млрд долларов, а стоимость производства 24-36 млрд долларов, что делало программу LHX самой масштабной из всех вертолётных программ.
Первый полёт опытного вертолёта RAH-66 «Comanche» состоялся 4 января 1996 года, лётные испытания второго опытного вертолёта планировалось начать в 1998 году, на 2001 год планировались лётные испытания для оценки тактических возможностей вертолётов, предназначенных для войсковых испытаний. Всего предполагалось построить шесть вертолётов для таких испытаний.
Начало серийного производства планировалось на 2006 год, предполагалось, что Армии США будет поставлено 1292 вертолёта общей стоимостью более 34 млрд долларов.
23 февраля 2004 года Армия США приняла решение закрыть программу вертолёта «Команч». Опыт войны в Ираке и Афганистане показал, что гораздо дешевле и эффективнее использовать беспилотные самолёты-разведчики, чем вкладывать средства в производство разведывательных вертолётов и обучение пилотов с последующим риском для машин и экипажей.  На тот момент в программу было уже вложено более 8 млрд долларов США, в дополнение, объединение Боинг-Сикорский получили 450–680 млн долл. в качестве вознаграждения за отказ Армии США от программы.
Технологии, разработанные для «Команча», будут использованы для модернизации вертолётов AH-64 Apache компании McDonnell Douglas и других американских военных вертолётов.
В настоящее время корпус прототипа 95-0001 «The DUKE» (Герцог) находится в Авиационном Музее Армии США в Форт Ракере, штат Алабама, прототип 94-0327 поступил в музей в 2008 году.

## Конструкция
Кабина пилотов выполнена по схеме «тандем». Хвостовой винт вертолёта выполнен по схеме фенестрона.
Принципиально новой особенностью вертолёта является наличие двух боковых отсеков для внутрифюзеляжного размещения ракет.
Также, в конструкции предусмотрены съёмные боковые точки подвески для дополнительных топливных баков и вооружения.
При проектировании обращалось внимание на вопросы боевой живучести вертолёта: обеспечению взрыво- и пожаробезопасности топливной системы, бронезащите экипажа, стойкости к поражениям лопастей несущего винта. Разработчикам RAH-66 удалось создать машину с хорошими лётными характеристиками, с высокими показателями удельной мощности и малой заметности.

### Малозаметность
При проектировании вертолёта основное внимание уделялось общему снижению заметности машины в радиолокационном (РЛ), инфракрасном (ИК), оптическом и акустическом участках спектра. С этой целью в конструкции вертолёта широко использованы композиционные материалы на полимерных связующих (ПКМ). Передняя часть фюзеляжа изготовлена из эпоксидного углепластика. В соответствии с правилами технологии стелс внешние поверхности фюзеляжа выполнены в виде плоских граней для рассеянного отражения падающего высокочастотного излучения, критические (по уровню отражения) участки поверхности выполнены из радиопоглощающих материалов, использованы специальные покрытия.
Также, для снижения заметности, подвеска вооружения и 20-мм пушечная установка XM301 выполнены убирающимися в фюзеляж.
ЭПР Команча в 360 раз меньше чем у вертолёта Апач в ППС, в 250 раз меньше чем у OH-58D Kiowa Warrior в ППС и в 32 раза меньше чем OH-58D Kiowa Warrior в ЗПС (в диапазоне 10 ГГц). Также ЭПР вертолёта меньше, чем у ракеты AGM-114 Hellfire.
Акустическая сигнатура вертолёта «Команч» значительно ниже других вертолётов аналогичного класса.

## Тактико-технические характеристики
Источник данных: Jane's 

Технические характеристики
- Экипаж: 2 человека (пилот и оператор)
- Длина: 14,28 м
- Длина фюзеляжа: 13,2 м (без пушки)
- Диаметр несущего винта: 12,9 м
- Диаметр фенестрона: 1,37 м
- Максимальная ширина фюзеляжа: 2,04 м
- Высота: 3,37 м (до несущего винта)
- Площадь, ометаемая несущим винтом: 116,74 м²
- Масса пустого: 4 218 кг
- Нормальная взлётная масса: 5 601 кг (с 4×Hellfire и 2×Stinger)
- Максимальная взлётная масса: 7 896 кг
- Масса полезной нагрузки: 2 296 кг
- Масса топлива во внутренних баках: 870 кг
- Объём топливных баков: 1 142 л (только внутренний)
- Силовая установка: 2 × турбовальных LHTEC T800-LHT-801
- Мощность двигателей: 2 × 1 563 л.с. (2 × 1 165 кВт)

Лётные характеристики
- Максимальная скорость: 324 км/ч
- Крейсерская скорость: 306 км/ч
- Боевой радиус: 278 км
- Перегоночная дальность: 2 222 км
- Продолжительность полёта: 2 ч. 30 мин.
- Скороподъёмность: 4,5 м/с
- Нагрузка на диск: 71 кг/м² (максимальная)
- Тяговооружённость: 207 Вт/кг (на трансмиссию)
- Максимальная эксплуатационная перегрузка: +3,5/-1 g

Вооружение
- Стрелково-пушечное: 1 × трёхствольная 20 мм пушка XM-301, до 500 пат.(имеется вариант с одноствольной 30мм пушкой с боекомплектом в 300 снарядов).
- Боевая нагрузка:  
  - внутренний отсек: 6 х ПТУР AGM-114 Hellfire или 12 х ЗУР FIM-92 Stinger
  - внешняя подвеска:
    - 8 х ПТУР AGM-114 Hellfire или
    - 16 х ЗУР FIM-92 Stinger или
    - 56 х 70-мм НАР Hydra 70 или
    - 1703 л ПТБ